# Макрей, Том
Джереми Томас Макрей Блэколл (англ. Jeremy Thomas McRae Blackall; род. 19 марта 1969) — британский музыкант, певец, композитор и автор песен.

## Карьера
Том Макрей родился 19 марта 1969 года в городе Челмсфорд в графстве Эссекс в семье двух викариев англиканской церкви, пел в церковном хоре в подростковом возрасте экспериментировал с гитарой своей матери. Первоначально пытался подражать своим кумирам, Билли Брэггу, Бобу Дилану, Полу Саймону, Нилу Янгу, Кейт Буш, U2, позже начал писать свои собственные песни и развивать свой собственный стиль. В возрасте 18 лет Макрей поступил в Лондонский политехнический институт, получив степень в области политики и управления, там же сформировал свою первую группу «The Ministers of Orgasm». Впоследствии Макрей участвовал в группах «Raining Cain» и «Orchid Lounge». Случайная встреча с звукорежиссёром и продюсером звукозаписи Роджером Бечирианом (работавшего с музыкантами Элвис Костелло, Squeeze, Карлин Картер, The Undertones) привела к рабочим отношениям. Бечириан помог сформировать тихий звук Макрея, благодаря которому позже получилось подписать контракт с лейблом Дейва Бейтса (db Records). В 2000 году музыкальный продюсер Скотт Уокер выбрал Макрея для выступления на фестивале Meltdown в Королевском фестивальном зале. Исповедальный, одноименный дебют Макрея вышел осенью 2001 года, в разгар нового акустического движения, заслужив сравнения музыкальных журналистов с Ником Дрейком и Бобом Диланом. Критики были в восторге, и МакРей получил премию в номинации Mercury Prize, награду журнала Q и премию BRIT Awards лучший новичок. К тому времени МакРей работал с Оливером ("Oli") Краусом, виолончелистом, а в 2003 году к нему присоединился Олли Каннингем на клавишных. Второй альбом МакРея, Just Like Blood, был выпущен в Великобритании в феврале 2003 года. Его продюсером выступил Бен Хиллиер, в числе которых продюсирование Elbow, Марта Уэйнрайт и Blur. Затем МакРей переехал в Калифорнию, где написал и записал свой следующий альбом All Maps Welcome, который был выпущен в мае 2005 года.
В 2005 году МакРея поддержала Тори Эймос в своем британско-ирландском туре Original Sinsuality. Выступая много раз в Hotel Café в Лос-Анджелесе и будучи одним из артистов первого тура в США Hotel Cafe Tour, МакРей привез тур в Великобританию в 2006 году, представив своих поклонников многим другим певцам и авторам песен, среди которых, в частности, был Стив Рейнольдс, Джо Парди, Кэри Бразерс и Джим Бьянко. В Hotel Cafe Tour музыканты участвовали в песнях друг друга. В туре также приняли участие множество специальных гостей, в том числе Кэтрин Уильямс, Джастин Керри, Колин Макинтайр и Aqualung (Мэтт Гейлс).
Четвертый альбом МакРея, King of Cards, был записан в Саффолке и выпущен в мае 2007 года.
Весной 2008 года Макрей снова привез отель Cafe Tour в Великобританию и впервые отправился в континентальную Европу. На этот раз его сопровождали Cary Brothers, Брайан Райт, Кэтрин Фини, Грег Ласвелл, Джим Бьянко и Джейсон (также доктор) Канакис. Опять же, в каждом месте были специальные гости, в том числе Эдди Ридер и группа Turin Brakes.
Летом 2008 года Макрей был приглашен на роль вокалиста группы Wills and the Designate на нескольких фестивалях в Великобритании летом 2008 года, и был хедлайнером на фестивале Offset в августе. Осенью 2008 года гастролировал по Северо-Восточным штатам Америки и Канады.
Пятый студийный альбом Макрея, «The Alphabet of Hurricane», был спродюсирован в его собственной студии звукозаписи Gunpoint в Восточном Лондоне. Альбом был записан в течение трех лет в разных условиях, и, благодаря контракту с лейблом Cooking Vinyl, был выпущен в феврале 2010 года. Тур "Alphabet of Hurricanes", который был распродан на нескольких площадках, был перенесен, чтобы соответствовать выпуску альбома. К концу 2010 года Макрей участвовал в фестивале Crossing Border в Нидерландах, играя с квартетом Matangi, базирующимся в этой стране. Позже выпустил второй концертный альбом Tom at Tut's с песнями и шутками, с собранными на двух концертах в баре и концертном зале King Tut's Wah Wah Hut в Глазго в 2004 году. Весной 2011 года Том гастролировал по Великобритании и Европе с британским струнным квартетом, а также отправился в сольный тур по Германии. В 2012 году вышел его шестой студийный альбом From the Lowlands, являющийся долгожданной второй частью Alphabet of Hurricanes, и состоялся сольный тур Тома во Франции, Великобритании и Ирландии, который увенчался аншлагом. Дальнейший этап сольного тура в апреле 2013 года совпал с коммерческим релизом "From the Lowlands".
7 сентября 2013 года инструментальная музыка, написанная Томом, была исполнена в рамках мультимедийной художественной инсталляции видео-художника Клауса Вершера «14 EMOTIONS / Allegoria Via Dolorosa» бельгийской группы Spectra Ensemble в Transformator / Happening (фестиваль метаморфозы) в Звевегем, Бельгия. В 2014 году, среди своих сторонних писательских проектов, МакРей написал песню «Love More or Less» для альбома Марианны Фейтфулл «Give My Love to London» и работал над своим седьмым альбомом «Do I Sleep and Miss the Border», релиз которого состоялся 11 мая 2015. Том продолжал писать песни и музыку для других артистов, но не смотря на это смог выпустить свой восьмой альбом «Ah, the World! Oh, the World» в сентябре 2017 года, с сопутствующей книгой, тур по продвижению альбома в Великобритании был достаточно быстро распродан.

## Дискография

### Студийные альбомы
- Tom McRae (2000)
- Just Like Blood (2003)
- All Maps Welcome (2005)
- King of Cards (2007)
- The Alphabet of Hurricanes (2010)
- From The Lowlands (2012)
- Did I Sleep And Miss The Border (2015)
- Ah, the World! Oh, the World! (2017)

### Сборники и мини-альбомы
- 2007 The Strongroom Sessions (Записан, 28 февраля 2007)
- 2007 Set The Story Straight EP
- 2010 Recorded at Gunpoint
- 2010 The Streetlight Collection (B-Sides & Rarities)
- 2010 The Prospect Tapes (Оригинальные демо-записи записанные в ЛА, 2004)

### Концертные альбомы
- 2005 Black Session (Записан 25 марта 2003)
- 2007 Tom McRae (Записан 2007)
- 2011 Tom At Tut's (Расширенный концертный альбом 2004 Полный тур группы)

### Синглы
- 2000 Sampler 2 Titres (Promo)
- 2000 The End of the World News
- 2000 You Cut Her Hair
- 2000 Fortress Radio Session (Live Promo)
- 2001 A&B Song / Street Light
- 2001 Turn On a Friend - Give Them This Disc (Promo)
- 2001 Cover Me
- 2002 4 Songs From The 'Obscure' Nominee
- 2002 Karaoke Soul
- 2003 A Day Like Today
- 2003 The Girl Who Falls Downstairs
- 2007 Bright Lights
- 2008 Lipstick (featuring Wills & The Willing)
- 2010 Please
- 2010 Out of the Walls
- 2010 Still Love You

## Другие проекты
МакРей снималася в независимом фильме в роли призрака Грэма Парсона. Финансирование фильма провалилось, и всё, что осталось, это его закадровый тест.
Также кавер-версия песни «Wonderful Christmastime» в его исполнении была включена в альбом-компиляцию: Maybe This Christmas Tree, выпущенный в 2004 году.
В августе 2005 года Макрей посетил страну Нигер в Африке по просьбе The Observer и написал статью о голоде под названием «Это не просто очередной акт Бога - это укоренившаяся нищета».
МакРей предоставил часть вокала на сингл "Lipstick", 2008 года "Wills and the Designate", написавший часть песни после прослушивания оригинального материала. Песня была написана в ответ на взрывы в Лондоне.
Наряду с Бобом Харрисом, Гаем Кларком и другими, МакРей является одним из комментаторов фильма «We Dreamed America», вышедшего на DVD в 2008 году. В документальном фильме рассматриваются связи между британскими и американскими корнями музыки.
МакРей написал песню «Love More or Less» для альбома Марианны Фейтфулл «Give My Love to London» параллельно работая над своим седьмым альбомом «Do I Sleep and Miss the Border», выпуск которого состоялся 11 мая 2015.

### Использование песен в кино и на телевидении
МакРей участвовал в музыке к саундтреку фильмов Uno (2004) и Unsuitable (2005). Музвка Макрея появилась в фильме "Пузырь".
В 2018 году он сотрудничал с модным брендом Kenzo для его аромата Flower от Kenzo. «Поют жители Ким Тэ-Ри и Сан-Франциско, [...] трек« Какой способ выиграть войну »взят из его последнего альбома. Состоялось настоящее сотрудничество, в ходе которого Том МакРей переписал и переосмыслил часть текстов своих песен оригинального произведения, чтобы привести их в резонанс со вселенной FLOWER BY KENZO."